# 牧師館の殺人
『牧師館の殺人』（ぼくしかんのさつじん、原題：The Murder at the Vicarage）は、イギリスの小説家アガサ・クリスティによって1930年に発表された長編推理小説である。ミス・マープルの初登場作品である。『ミス・マープル最初の事件』（創元推理文庫）の訳題もある。

## あらすじ
物語の語り手は、セント・メリー・ミードの牧師であるレナード・クレメント牧師。彼は年下の妻グリゼルダと甥のデニスと一緒に暮らしている。クレメントの教会の顧問であるルシウス・プロズロー大佐は富豪で、地元の判事を兼任しているため、村では広く嫌われている人物である。ある晩、クレメントは夕食の席で、プロズローを殺した者は世のため人のためになる、と軽口をたたいた。
ある日クレメントは、プロズローの妻アンが、来日中の若い画家ローレンス・レディングと抱き合っているところに出くわし、二人の関係を明らかにしないことを約束しながら、レディングにすぐに村を出るように勧める。翌日、クレメントは教会の会計の不正を調べるためにプロズローと会う予定だった。瀕死の教区民を見舞ってほしいと農場に呼び出されたクレメントは、その男が回復したこと、そして実は誰もクレメントに頼んでいないことを知る。帰宅したクレメントは、牧師館の門前で悩むレディングに出会い、家に入ると書斎の机で死んでいるプロズローを発見する。彼はヘイドック医師を呼び寄せ、医師はプロズローの死因が後頭部への銃弾であると宣告する。
メルチェット大佐とスラック警部が率いる警察は、プロズローが残したメモがヘイドックの死亡時刻の見解と食い違っていたり、2発目の銃声を聞いたとする目撃者がいたりと、いくつかの点で混乱する。このニュースはすぐに広まり、ローレンス・レディングとアン・プロズローは殺人を自供する。しかし、レディングは正確でない死亡時刻を主張し、ミス・マープルは彼女を目撃していたがピストルを持っていなかったと明言したため、両者とも無罪放免になる。他の容疑者は、密猟でプロズローに厳しく扱われた男アーチャー、最近村に現れた謎の女レストレンジ夫人、プロズローの土地で発掘作業している考古学者ストーン博士、ストーンの若い助手ミス・クラムなどであった。
マープルはクレメントに、7人の容疑者を考えていると言う。マープルはクラムが真夜中にスーツケースを森に運ぶのを目撃し、後にクレメントはそれをピクリン酸の小さな結晶とともに発見する。スーツケースの中にはプロズロー家の貴重な銀貨が入っており、ストーン博士は考古学者と偽って、プロテロー家の持ち物を複製品にすり替えていたことが判明する。
他にも奇妙な出来事が起こり、記者たちが村に押し寄せる。リドレー夫人は脅迫電話を受け、アンは空き部屋にあった肖像画がナイフで切り刻まれているのを発見する。警察の筆跡鑑定士は被害者のメモを調べ、プロテロー大佐が書いたものではないと断定する。クレメントはいつもよりずっと力強い説教をする気になるが、その後、病弱な牧師補ホーズから電話があり、告白したいことがあると言う。
クレメントがホーズの部屋に着くと、彼が頭痛薬の過剰摂取で死にかけているのを発見する。彼はプロズローが殺された時に書いていた本物のメモを発見し、ホーズが教会の口座から金を盗んだ張本人であることを明らかにする。メルチェットが到着し、ヘイドック医師に電話をかけるが、オペレーターが誤ってマープルにつないでしまい、マープルが助けに来てくれることになる。
ヘイドックがホーズを病院に連れて行く間、マープルは真犯人について自分の推理を説明する。その結果、7人の容疑者が浮かび上がる。アーチャー、その機会を狙っていたクレメント家のメイド、メアリー、大佐の娘で彼を見かねたレティス、テニスパーティというアリバイが成立しなかったデニス、大佐が教会の会計を調べるのを阻止するためのホーズかクレメント、殺害当日に早い列車で戻ったことが判明したグリセルダ。しかし、いずれも有罪にはならない。
マープルは、真犯人はローレンス・レディングとアン・プロズローだと推理する。アンに恋していたレディングは、彼女の夫を追い出せば一緒になれると考えた。クレメントに助言を求めるという口実で、彼は牧師館内の鉢植え台に拳銃を隠した。そして、牧師館の近くの森にピクリン酸の結晶を仕掛け、それを爆発させて目撃者を混乱させる「第2の銃声」を作り出すよう細工をしたのである。夕方、レディングはクレメントに偽の電話をかけて家から誘い出し、アンは銃を持っていないことを示すためにぴったりした服を着てハンドバッグを持たずにマープルの家の前を歩いた。彼女は鉢植え台からピストル（サイレンサー付き）を取り出し、夫を殺して牧師館を出た。その後レディングが侵入し、ホーズの証拠となるメモを盗み、死亡時刻を偽った自分のメモを仕組んだのである。
共謀者は二人とも、明らかに虚偽の供述をし、互いの容疑を晴らすかのように罪を認めた。レディングはホーズに薬を飲ませ、大佐のメモを仕込んで、ホーズが罪悪感から自殺したように見せかけた。幸いなことに、ヘイドック医師がホーズの命を救う。ミス・マープルはレディングを陥れる罠を仕掛け、レディングとアンはスラック警部の部下に逮捕される。
最後には、すべての未解決の問題が解決される。レティスから、レストレンジ夫人は自分の母親でプロズロー大佐の最初の妻であり、重病の末期症状であることが明かされる。レティスは警察に疑われないように、プロズローの家にあったレストレンジ夫人の肖像画を破壊したのだ。レストレンジ夫人が最期の日々を世界中を旅して過ごすために、二人は旅立っていく。ミス・クラムは偽のストーン博士の陰謀について何も知らなかったことが明らかになり、グリゼルダとデニスは悪ふざけでプライス・リドリー夫人を脅したことを告白する。グリゼルダは妊娠していることを明かすが、それはマープルが予想していたことだった。

## 登場人物
- レナード・クレメント ： 村の牧師。牧師館に居住している。
- グリゼルダ ： レナードの妻。水際立った美人で夫とは年が離れている。
- デニス ： レナードの甥。健康な16歳の少年。
- プロズロー大佐 ： 治安判事。熱心なキリスト教徒。独裁的で何かと敵を作りがちな人物。
- アン・プロズロー ： 大佐の妻。後妻であり義理の娘とは上手くいっていない。
- レティス・プロズロー ： 大佐の娘。奔放な性格の美しい娘。
- ローレンス・レディング ： 画家。ハンサムな好青年。
- メアリ ： 牧師館の女中。無愛想な上家事の腕はお粗末。
- ホーズ ： 牧師補。
- ヘイドック ： 医師、レナードの友人。
- レストレンジ夫人 ： 最近村に引っ越してきたばかりの謎めいた婦人。
- ミス・ジェーン・マープル ： 村に住む老嬢。一見ただの噂好きの老婦人だが人間観察に長けた名探偵。

## 作品の評価

### 批評家によるレビュー
1930年11月6日のタイムズ・リテラリー・サプリメント誌は、誰がなぜプロズローを殺したのかという可能性について様々な疑問を投げかけ、「探偵小説として、この作品の唯一の欠点は、犯人がこんなに早く静かにプロズローを殺せたとは信じがたいことだ。部屋、庭、村の3つの見取り図を見ると、ほとんど目と鼻の先に、『起こったことをいつも逐一知っていて、最悪の推理をする』ミス・マープルがいたことがわかる。そして、隣の3軒の家には、他の3人の噂好きの住民がいたのである。最終的に犯人を発見するのはミス・マープルだが、現実ならもっと早く解決していたはずだ。」と結論付けている。
1930年11月30日付のニューヨーク・タイムズ紙の書評は、「才能あるクリスティは、最新作ではベストの状態にはほど遠いだろう。探偵小説の分野で彼女の名声を高めることはほとんどないだろう」と述べており、さらに続けて、「地元の紡績女工の姉妹関係が、多くのゴシップとカチャカチャ音とともに紹介されている。特に、この事件のチーフを務める愛想のいいミス・マープルには、平均的な読者ならうんざりさせられるだろう。」と述べている。評者はプロットを要約した上で「解決は明らかに竜頭蛇尾である」と結論付けている。
1930年12月12日付のオブザーバー紙で、H・C・オニールは、「この作品は、素直な物語でありながら、従順な読者の行く手に数々のおとりをとても心地よく引き出している。秘密を守るための新しい方法には、独特のオリジナリティがある。彼女はそれを最初に開示し、それを裏返し、その解が真実であるはずがないことを明らかに証明し、そうして困惑の雰囲気を作り出すのだ。」と述べている。
1930年10月16日のデイリー・エクスプレス紙でハロルド・ニコルソンは「私はアガサ・クリスティのもっと良い作品を読んだが、だからといってこの最新作が一般の推理小説よりも明るく、面白く、魅惑的ではないとは言えない」と述べている。1930年10月15日のデイリー・ミラー紙の短評では「困惑が持続する」と言い切っている。
ロバート・バーナードは出版の60年後、この作品について「強盗、なりすまし、不倫、そして最終的には殺人の温床となったセント・メリー・ミードについて初めて垣間見ることができた。このような物語の何がそんなに心地よいのだろうか？」と述べている。彼は、解決策が少し信じがたいが、この物語は1930年の読者よりも1990年の読者にとって魅力的であると感じたという。「解決はやや悩ましいが、文句を言うにはあまりにも多くの付随的な面白さがあり、このミス・マープルの最初のスケッチの酸味は、後の作品の甘味よりも現代の好みに合っている。」と述べた。
クリスティ自身は後にこう書いている。「『牧師館の殺人』を今読んでみると、当時ほど気に入ってはいない。登場人物が多すぎるし、小ネタも多すぎるからだ。しかし、ともかくも大筋はしっかりしている。」

## 日本語訳
| 出版年         | タイトル                                       | 出版社     | 文庫名等                      | 訳者       | 巻末                                                    | ページ数 | ISBN           | カバーデザイン                          | 備考           |
| -------------- | ---------------------------------------------- | ---------- | ----------------------------- | ---------- | ------------------------------------------------------- | -------- | -------------- | --------------------------------------- | -------------- |
| 1954年11月15日 | 牧師館の殺人                                   | 早川書房   | 世界探偵小説全集175           | 山下暁三郎 | 江戸川亂歩 四冊目のクリスティー                         | 263      |                |                                         |                |
| 1976年6月25日  | ミス・マープル最初の事件                       | 東京創元社 | 創元推理文庫105－28           | 厚木淳     | 厚木淳 ミス・マープル初登場                             | 368      | 4488105289     |                                         |                |
| 1978年7月31日  | 牧師館の殺人                                   | 早川書房   | ハヤカワ・ミステリ文庫HM 1-35 | 田村隆一   | 解説 クリスティー的殺人舞台 田村隆一                    | 348      | 4-15-070035-4  | 真鍋博                                  |                |
| 1986年8月      | 牧師館殺人事件                                 | 新潮社     | 新潮文庫ク-3-12               | 中村妙子   | 解説 中村妙子                                           | 419      | 4102135138     | 野中昇                                  | [ 日本語訳 1 ] |
| 2003年10月     | 牧師館の殺人                                   | 早川書房   | クリスティー文庫35            | 田村隆一   | 解説 吉野仁                                             | 468      | 978-4151300356 | Hayakawa Design                         |                |
| 2007年4月28日  | ミス・マープル最初の事件                       | 東京創元社 | 創元推理文庫105－45、新版     | 厚木淳     | 厚木淳 ミス・マープル初登場                             | 414      | 978-4488105457 | ひらいたかこ                            |                |
| 2011年7月8日   | 牧師館の殺人                                   | 早川書房   | クリスティー文庫35            | 羽田詩津子 | （序文）マシュー・プリチャード 『牧師館の殺人』によせて | 444      | 978-4151310355 | 装画:安西水丸、 装幀:ハヤカワ・デザイン |                |
| 2022年7月12日  | ミス・マープル最初の事件 牧師館の殺人 [新訳版] | 東京創元社 | 創元推理文庫M-ク-2-16         | 山田順子   | 解説 若竹七海 女神のたくらみとエビの謎                  | 400      | 978-4488105501 | 装画:吉實恵、 装幀:柳川貴代+Fragment    |                |

児童書
| 出版年    | タイトル                               | 出版社 | 文庫名         | 訳者       | ページ数 | ISBN       | 挿絵・デザイン | 備考 |
| --------- | -------------------------------------- | ------ | -------------- | ---------- | -------- | ---------- | -------------- | ---- |
| 2005年3月 | 牧師館の殺人－ミス・マープル最初の事件 | 偕成社 | 偕成社文庫3152 | 茅野美ど里 | 428      | 4036525204 | 村上かつみ     |      |